# Reprezentacja Zimbabwe w rugby 7 mężczyzn
Reprezentacja Zimbabwe w rugby 7 mężczyzn – zespół rugby 7, biorący udział w imieniu Zimbabwe w meczach i sportowych imprezach międzynarodowych, powoływany przez selekcjonera, w którym mogą występować wyłącznie zawodnicy posiadający obywatelstwo tego kraju, mieszkający w nim, bądź kwalifikujący się ze względu na pochodzenie rodziców lub dziadków. Za jego funkcjonowanie odpowiedzialny jest Zimbabwe Rugby Union, członek Rugby Africa oraz World Rugby.
Reprezentacja zadebiutowała w oficjalnych rozgrywkach międzynarodowych podczas nieudanych kwalifikacji do 1993 Rugby World Cup Sevens rozegranych na Sycylii w maju 1992 roku.

## Turnieje

### Udział wPucharze Świata
| Rok  | Wynik                      | Źródło |
| ---- | -------------------------- | ------ |
| 1993 | –                          |        |
| 1997 | 21–24 (ćwierćfinał Bowl)   |        |
| 2001 | 21–24 (ćwierćfinał Bowl)   |        |
| 2005 | –                          |        |
| 2009 | 17 (Bowl)                  |        |
| 2013 | 13–16 (ćwierćfinały Plate) |        |
| 2018 | 23.                        |        |
| 2022 | 23.                        |        |

### Udział wWorld Rugby Sevens Series
| Rok       | Wynik |
| --------- | ----- |
| 1999/2000 | 18.   |
| 2000/2001 | 14.   |
| 2001/2002 | –     |
| 2002/2003 | –     |
| 2003/2004 | 15.   |
| 2004/2005 | –     |
| 2005/2006 | 15.   |
| 2006/2007 | 18.   |
| 2007/2008 | 18.   |
| 2008/2009 | 17.   |
| 2009/2010 | 13.   |
| 2010/2011 | 16.   |
| 2011/2012 | 17.   |
| 2012/2013 | 19.   |
| 2013/2014 | 18.   |
| 2014/2015 | 17.   |
| 2015/2016 | 18.   |
| 2016/2017 | –     |
| 2017/2018 | –     |
| 2018/2019 | 19.   |
| 2019/2020 | –     |